# Charritte-de-Bas
Charritte-de-Bas – miejscowość i gmina we Francji, w regionie Nowa Akwitania, w departamencie Pireneje Atlantyckie.
Według danych na rok 1990 gminę zamieszkiwały 273 osoby, a gęstość zaludnienia wynosiła 37 osób/km² (wśród 2290 gmin Akwitanii Charritte-de-Bas plasuje się na 906. miejscu pod względem liczby ludności, natomiast pod względem powierzchni na miejscu 1250.).